# Ancienne criée du Croisic
L'ancienne criée du Croisic est une halle à marée désaffectée située sur la commune du Croisic, dans le département français de la Loire-Atlantique, reconvertie en espace de culture, de spectacles et d'expositions.

## Présentation
La salle d’exposition est constituée d’un rectangle d’une surface de 616 m2, de 44 m de longueur sur 14 m de large et de 8 à 10 m sous plafond.

## Histoire
Le développement de la pêche à la sardine au milieu du XIXe siècle fait sentir le besoin d'un marché couvert destiné à la vente aux enchères du poisson frais. La construction de la criée au poisson résulte d'une délibération du conseil municipal du 17 mai 1877, qui approuve le projet qui se réalisera place de la Motte. En 1878, l'entreprise Chaigneau des Sables-d'Olonne est choisie pour édifier cette grande halle, qualifiée à cette époque de salerie-poisserie, comme l'atteste l'inscription en façade. Le bâtiment est bordé de part et d'autre de magasins en appentis. La charpente apparente est soutenue par des piliers en fonte de fer. La façade principale est décorée des armes du Croisic, d'une horloge publique et d'une cloche qui annonce la vente.
À l'intérieur, les pêcheurs et mareyeurs négocient au son de la voix du crieur qui annonce les enchères. Le bâtiment est agrandi en 1904 et 1907 par la surélévation des ailes latérales. La criée fonctionne jusqu'en 1982, date du transfert dans le nouveau bâtiment à l'ouest du port. Promise à la démolition, elle est finalement sauvée et entièrement restaurée. Elle est transformée de 2006 à 2008 en salle d'exposition sur l'actuelle place Boston.

## Galerie
Carte postale ancienne

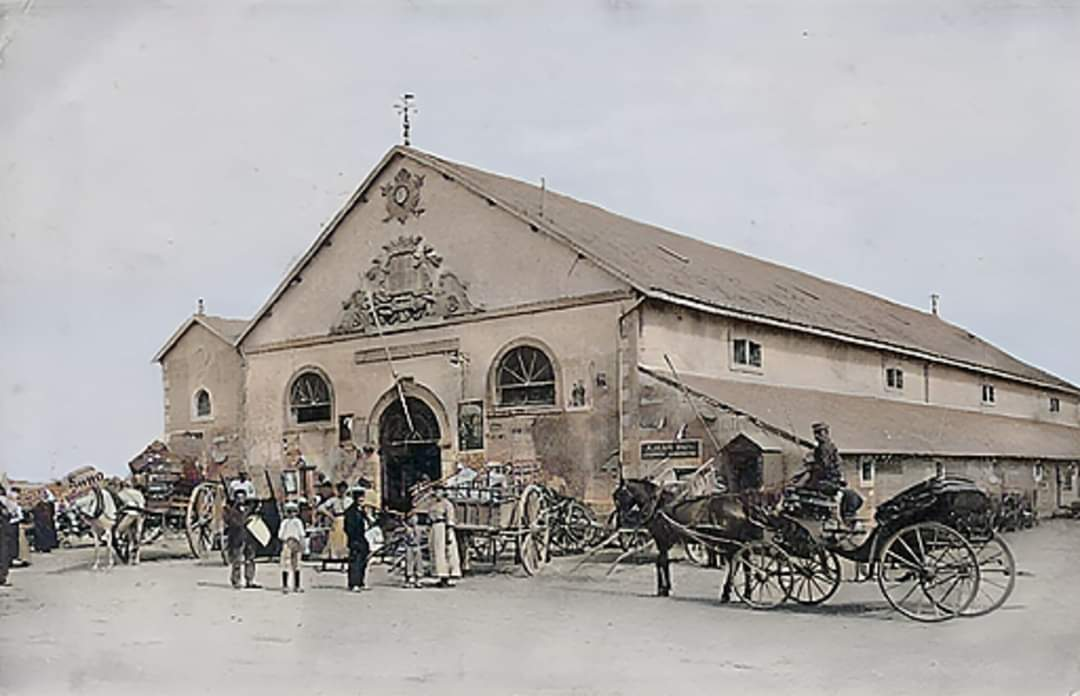
Carte postale des années 1900
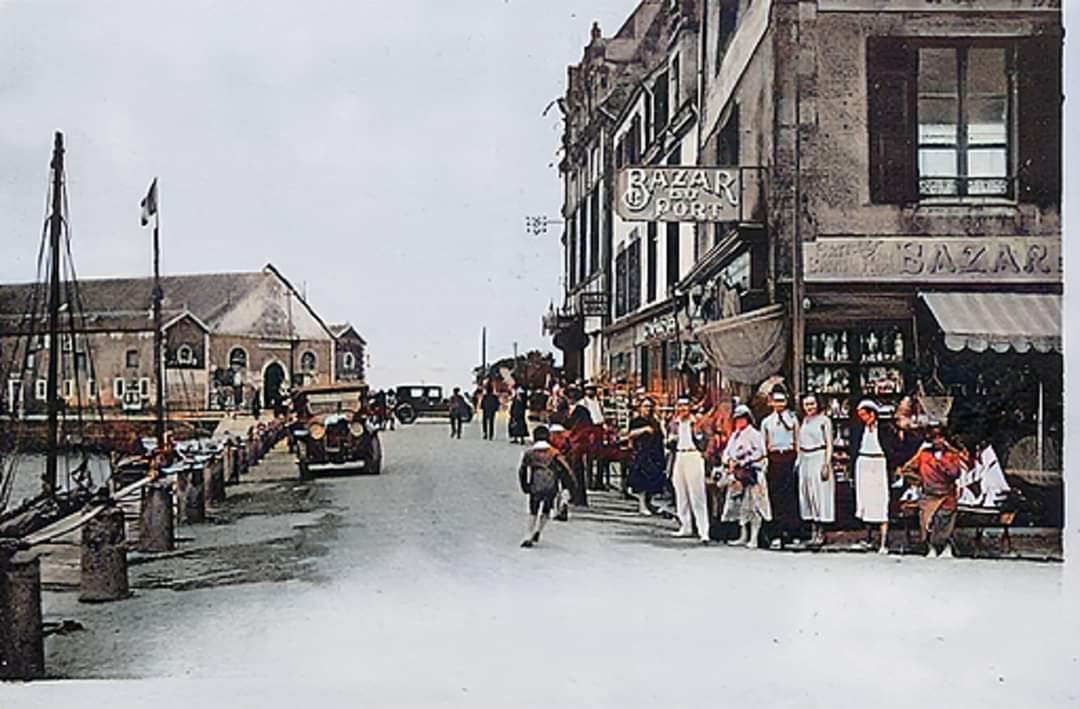
Carte postale des années 1920

Vues actuelles

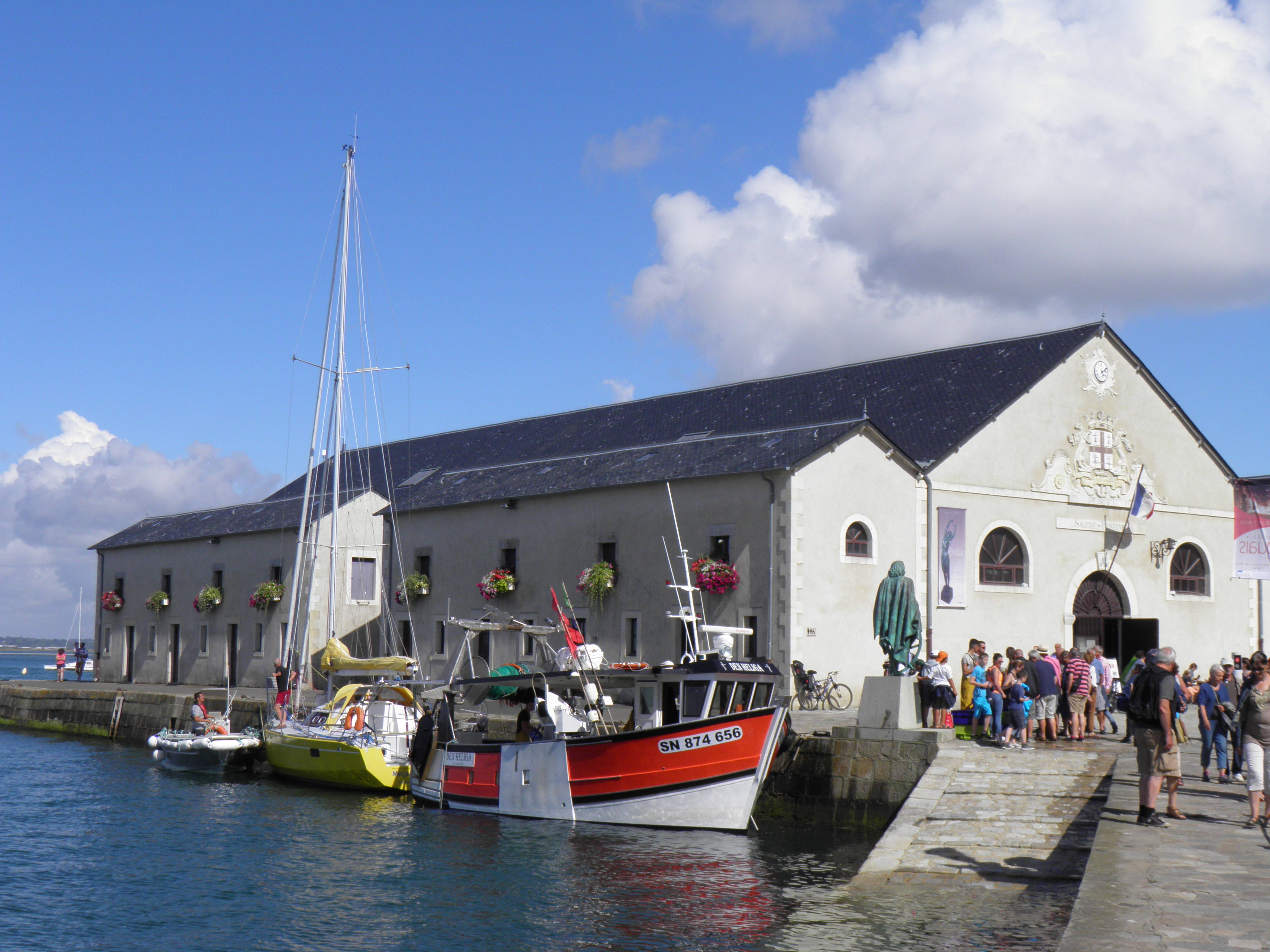
L'ancienne criée dans son environnement
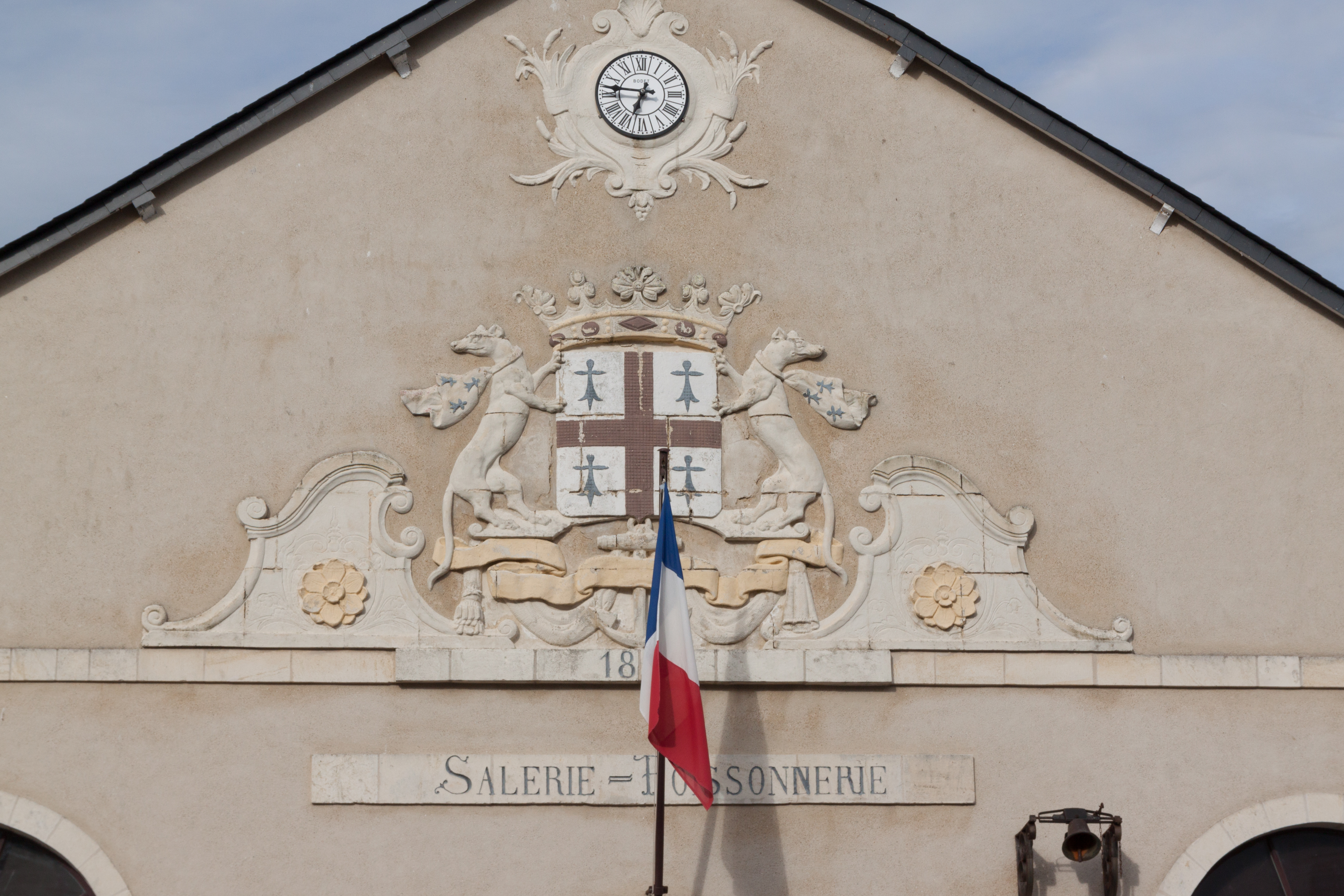
Détale de la façade : horloge, cloche, blason de la ville, mention « salerie-poissonnerie »
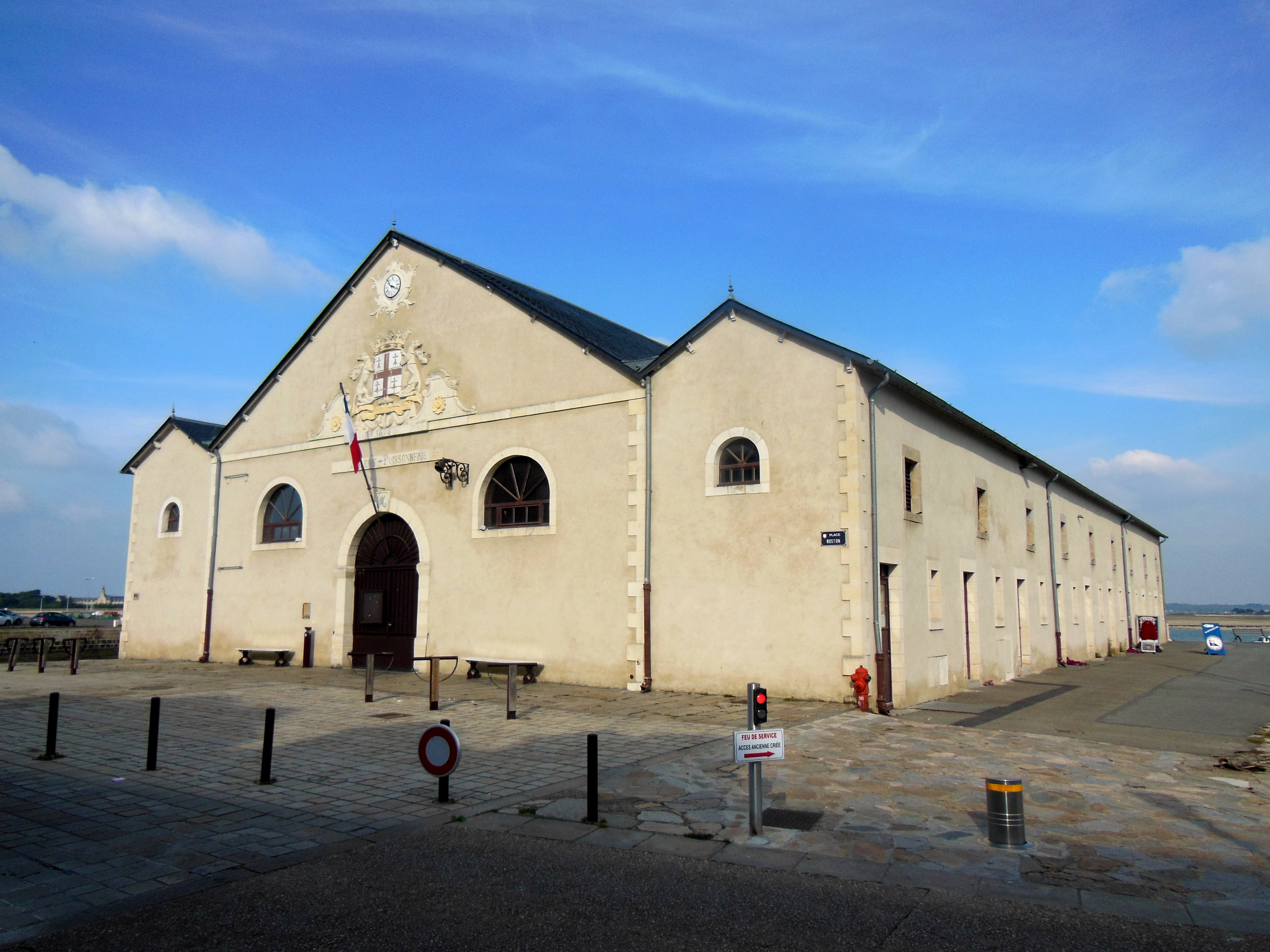